# Généralité de Nancy
1737–1790
(288 ans)
Entités précédentes :
- Création

La généralité de Nancy est une circonscription administrative de la Lorraine créée en 1737, son ressort concernant la Lorraine et le Barrois.
Elle se composait de 36 bailliages, 29 subdélégations, soit 15 subdélégations correspondant à leurs bailliages.

## Intendance de Lorraine et Barrois
Selon Bernard Barbiche, l'intendance de Lorraine et Barrois était, en 1789, l'une des cinq « intendances qui n'étaient pas en même temps généralités », les quatre autres étant l'intendance de Hainaut et Cambrésis (siège : Valenciennes), l'intendance d'Alsace (siège : Strasbourg), l'intendance du Roussillon (siège : Perpignan) et l'intendance de Corse (siège : Bastia).

Selon Michel Antoine, directeur d'études à l'École pratique des hautes études, l'intendance de Lorraine et Barrois était, en 1789, l'une des sept intendances qui n'étaient situées ni en pays d'élections ni en pays d'états, les six autres étant, outre les quatre intendances de Hainaut et Cambrésis, d'Alsace, du Roussillon et de Corse dont nous venons de parler, l'intendance des Trois-Évêchés (siège : Metz) et l'intendance de Franche-Comté (siège : Besançon).

### Histoire
Les archives départementales des Vosges nous enseignent que « les duchés de Lorraine et de Bar furent administrés par un intendant au cours des deux occupations françaises qu'ils eurent à subir au cours du XVIIe siècle » :
- L'une, d'octobre 1633 à septembre 1663 ;
- L'autre, de septembre 1670 à fin 1697.

Au XVIIIe siècle, les duchés de Lorraine et de Bar furent administrés par un intendant français dès 1737 et jusqu'en 1790.>

#### Première intendance (1633-1663)
Le premier intendant français, Louis Chantereau Le Febvre, prit ses fonctions le 26 octobre 1633.
Les intendants français qui se succédèrent, de 1633 à 1663, sont les suivants :
- Louis Chantereau Le Febvre (octobre 1633 - avril 1637) ;
- Anne Mangot de Villarceaux (avril 1637 - novembre 1640) ;
- Nicolas Vignier de Ricey (novembre 1640 - janvier 1646) ;
- Jacques Hector de Marie de Beaubourg (avril 1646 - septembre 1651) ;
- Charles Lejay (fin 1651-milieu 1657) ;
- Jean-Baptiste Colbert de Saint-Pouange (octobre 1657 - fin 1661) ;
- Charles Colbert de Croissy (1662 - 1663);
- Jean-Paul de Choisy de Beaumont (septembre 1663).

Le siège de l’intendance était à l’hôtel de Mouy, place de l’Arsenal, à Nancy.
En mars 1640, l’intendance de Lorraine et Barrois s’accrut des Trois-Évêchés.
Elle demeura en cet état jusqu’en septembre 1663, fin de la première occupation française.

#### Deuxième intendance (1670-1697)
Les intendants français qui se succédèrent, de 1670 à 1697, sont les suivants :
- Jean-Paul de Choisy de Beaumont (septembre 1670 - juin 1673) ;
- Jacques Charuel (juillet 1673 - novembre 1691) ;
- Jean-Baptiste Desmaretz de Vaubourg (fin 1691 - fin 1697).

Le siège de l’intendance était à l’hôtel de Mouy, place de l’Arsenal, à Nancy.

#### Troisième intendance (1737-1790)
Les duchés de Lorraine et de Bar demeurèrent indépendants jusqu’en 1737.
À cette date, ils furent remis au roi Stanislas Leszczynski, mais des intendants français en assurèrent désormais l’administration.
Les intendants qui se succédèrent, de 1737 à 1790, sont les suivants :
- Antoine-Martin Chaumont de La Galaizière, chancelier de Lorraine (1737 - 1758) ;
- Antoine Chaumont de La Galaizière (décembre 1758 - septembre 1777) ;
- Jean-Baptiste-François Moulins de La Porte de Meslay (juin 1778 - 1790).

Le siège de l'intendance, initialement fixé à Lunéville, fut transféré à Nancy où les bureaux de l'intendance occupèrent successivement :
- La partie nord du Palais ducal (Vieille intendance) jusqu’en 1755 ;
- Le palais situé au fond de l’hémicycle de la Carrière (Nouvelle intendance, aujourd’hui palais du Gouvernement) jusqu’en 1766 ;
- Le pavillon Alliot sur la place Royale (aujourd’hui Grand Hôtel de la Reine) jusqu’en 1790.

### Subdivisions judiciaires

#### Subdivisions judiciaires de 1710 à 1751
En 1710, les duchés de Lorraine et de Bar réunis était divisés en dix-sept bailliages ou juridictions principales, subdivisés eux-mêmes en soixante-seize prévôtés ou juridictions subalternes.
Quatorze de ces bailliages ou juridictions principales ressortissaient à la cour souveraine de Nancy ; les trois autres, au parlement de Paris.

##### Bailliages ressortissant à la Cour souveraine de Nancy

###### Bailliages lorrains
En 1710, le duché de Lorraine était divisé en :
- Grands bailliages ou bailliages principaux, au nombre de quatre ;
- Petits bailliages ou bailliages particuliers, au nombre de quatre ;
- Sièges bailliagers, au nombre de trois.

###### Grands bailliages
Le duché de Lorraine ne fut initialement divisé qu'en trois grands bailliages :
- Le bailliage français, séant à Nancy ;
- Le bailliage des Vosges, séant à Mirecourt ;
- Le bailliage allemand, dont le siège fut successivement établi à Vaudrevange, à Sarreguemines et à Dieuze.

En août 1698, un édit de Léopold érigea le bailliage particulier de Lunéville en grand bailliage ; et le bailliage français prit le nom de grand bailliage de Nancy.

###### Grand bailliage de Nancy
Le douze prévôtés suivantes ressortissaient au grand bailliage et haut conduit de Nancy :
- Prévôté de Nancy ;
- Prévôté de d'Amance ;
- Prévôté et office de l'Avant-Garde ou de Pompey ;
- Prévôté et comté de Chaligny ;
- Prévôté de Château-Salins ;
- Prévôté de Gondreville ;
- Prévôté et office de d'Einville ;
- Prévôté et office de Marsal ;
- Prévôté et office de Preny ;
- Prévôté et office de Rosières ;
- Prévôté et office de Saint-Nicolas ;
- Prévôté et office du Val-des-Faulx ou de Condé.

###### Grand bailliage de Lunéville
Jusqu'en 1669, les deux prévôtés suivantes ressortissaient au bailliage particulier de Lunéville :
- Prévôté de Lunéville ;
- Prévôté d'Einville.

En août 1698, un édit de Léopold érigea le bailliage particulier de Lunéville en grand bailliage ou bailliage principal.
La prévôté d'Einville ressortit alors au grand bailliage français, qui prit le nom de grand bailliage de Nancy ; et les quatre prévôtés suivantes, à celui de Lunéville :
- Prévôté de Lunéville ;
- Prévôté et office d'Azerailles ;
- Prévôté et office de Blâmont ;
- Prévôté et office de Deneuvre.

À ces quatre prévôtés, s'ajoutait la prévôté du comté et principauté de Salm, sous le nom prévôté et office de Badonviller.

###### Grand bailliage des Vosges ou de Mirecourt
Les huit prévôtés suivantes ressortissaient au grand bailliage des Vosges ou de Mirecourt :
- Prévôté de Mirecourt ;
- Prévôté d'Arches ;
- Prévôté de Châtenoy ;
- Prévôté de Charmes ;
- Prévôté de Darney ;
- Prévôté de Dompaire ;
- Prévôté de Remoncourt ;
- Prévôté de Valfroicourt ;

###### Grand bailliage d'Allemagne ou de Dieuze
Les seize prévôtés suivantes ressortissaient au grand bailliage d'Allemagne ou de Dieuze :
- Prévôté et office de Dieuze ;
- Prévôté d'Amange ou d'Insming ;
- Prévôté de Bitche ;
- Prévôté de Boulay ;
- Prévôté de Bouquenom ;
- Prévôté de Bouzonville ;
- Seigneurie de Fénétrange ;
- Prévôté et principauté de Lixheim, du département du Barrois non mouvant et du haut-conduit de salins-l'Étape ;
- Prévôté et office du comté de Morhange ;
- Prévôté de Saint-Avold ;
- Prévôté de Saralbe ;
- Terre et office de Sareick ;
- Prévôté de Sarreguemines ;
- Prévôté de Sarverden ;
- Prévôté de Schombourg ;
- Prévôté de Siersberg.

###### Petits bailliages
Les petits bailliages ou bailliages particuliers étaient des juridictions dont les ressorts ne comprenaient que les lieux dépendant de leurs prévôtés respectives.
Avant 1698, ils étaient au nombre de cinq :
- Bailliage particulier de Lunéville ;
- Bailliage particulier de Châtel ;
- Bailliage particulier et prévôté de Nomeny ;
- Bailliage particulier de Vaudémont ;
- Bailliage particulier d'Épinal.

En 1698, le bailliage particulier de Lunéville fut érigé en grand bailliage ou bailliage principal.

###### Sièges bailliagers
Les sièges bailliagers étaient des juridictions dont les ressorts ne comprenaient que les lieux dépendant de leurs prévôtés respectives.
Ils étaient au nombre de trois :
- Siège bailliager de Saint-Diez (Saint-Dié) ;
- Siège bailliager de Neufchâteau ;
- Siège bailliager de Bruyères.

###### Bailliages du Barrois non mouvant
Contrairement au Barrois mouvant, le Barrois non mouvant ne ressortissait pas au parlement de Paris.

Son territoire correspondait au ressort du bailliage de Saint-Mihiel.

Il y eut longtemps une cour souveraine pour ce bailliage, mais elle fut réunie à celle de Nancy, qui servit alors de cour souveraine pour tous les états non mouvants du duc de Lorraine et de Bar.

###### Bailliage de Saint-Mihiel
En 1670, les seize prévôtés suivantes ressortissaient au bailliage de Saint-Mihiel :
- Arrancy ;
- Bournonville ;
- Bruy ou Briey ;
- La Chaussée ;
- Conflans en Jarsy ;
- Estain ;
- Foug ;
- Longuion ;
- Longwy ;
- Mandres ;
- La Mothe et Bourmont ;
- Noroy-le-Sec ;
- Pont-à-Mousson ;
- Rambercourt-aux-Pots ;
- Sancy ;
- Saint-Mihiel.

En 1710, les dix prévôtés suivantes ressortissaient du bailliage de Saint-Mihiel :
- Prévôté de Saint-Mihiel ;
- Prévôté et office du comté d'Apremont ;
- Prévôté et office de Bouconville ;
- Prévôté de Briey ;
- Prévôté de Conflans-en-Jarnisy ;
- Prévôté et office de Foug ;
- Prévôté de Hattonchâtel ;
- Prévôté de Norroy-le-Sec ;
- Prévôté de Rembercourt-aux-Pots ;
- Prévôté de Sancy.

###### Bailliage de Pont-à-Mousson
Les trois prévôtés suivantes ressortissaient du bailliage de Pont-à-Mousson :
- Prévôté et office de Pont-à-Mousson ;
- Prévôté et office de Thiaucourt ;
- Prévôté et office de Mandres-aux-Quatre-Tours.

###### Bailliages du Barrois mouvant ressortissant au parlement de Paris
Contrairement au Barrois non mouvant, le Barrois mouvant ressortissait au parlement de Paris.

Il releva longtemps du bailliage de Sens puis de Châlons (Châlons-en-Champagne).

Il ne fut déclarer relever nûment du parlement de Paris que par Louis XII, en faveur de René II, duc de Lorraine et de Bar.

François Ier confirma la même grâce au duc Antoine, en 1541.

Il était divisé en deux bailliages, subdivisés en six prévôtés et un comtés.

###### Bailliage de Bar
Les deux prévôtés et le comté suivants ressortissaient au bailliage de Bar, séant à Bar-le-Duc :
- Prévôté de Bar ;
- Prévôté de Soullières ;
- Comté de Ligny.

###### Bailliage de Bassigny
Les quatre prévôtés suivantes ressortissaient du bailliage de Bassigny, dit du Bassigny barrois ou barrisien :
- Prévôté de Châtillon (Câtillon-sur-Saône) ;
- Prévôté de Conflans-en-Bassigny ;
- Prévôté de Gondrecourt ;
- Prévôté de La Marche.

#### Subdivisions judiciaires de 1751 à 1790
Par l'édit du mois de juin 1751, Stanislas supprima les bailliages et prévôtés alors existants, et leur substitua trente-cinq bailliages royaux et sept prévôtés royales.
Dix-huit des trente-cinq bailliages royaux comprirent les officiers suivants : un bailli d'épée, un lieutenant-général civil et criminel, un lieutenant-particulier civil et criminel, un assesseur civil et criminel, six conseillers, un avocat et un procureur du roi, un greffier, des huissiers, des procureurs et des notaires, dont la quantité variait selon l'importance des sièges. Il s'agissait des bailliages royaux suivants : Nancy, Bar, Saint-Mihiel, Lunéville, Mirecourt, Pont-à-Mousson, Neufchâteau, Sarreguemines, Saint-Dié, Briey, Vézelise, Étain, Épinal, Commercy, Bouzonville, Dieuze, Boulaye et Bruyères. Les quatre bailliages royaux de Saint-Mihiel, Pont-à-Mousson, Briey et Étain, relevant du Barrois non-mouvant, ressortirent à la Cour souveraine de Nancy. Il en fut de même des treize bailliages royaux de Nancy, Lunéville, Mirecourt, Neufchâteau, Sarreguemines, Saint-Dié, Vézelise, Épinal, Commercy, Bouzonville, Dieuze, Boulaye et Bruyères, qui relevaient du duché de Lorraine. En revanche, le bailliage royal de Bar, relevant du Barrois mouvant, ressortit au parlement de Paris.
Les dix-sept autres bailliages royaux ne comprirent que les officiers suivants : un bailli d'épée, un lieutenant-général civil et criminel, un lieutenant-particulier-assesseur civil et criminel, deux conseillers, un avocat-procureur du roi, un greffier, des huissiers, des procureurs et des notaires. Il s'agissait des bailliages royaux suivants : Remiremont, Bourmont, La Marche, Darney, Fénétrange, Rosières-aux-Salines, Châtel-sur-Moselle, Bitche, Charmes, Viller-Ia-Montagne, Château-Salins, Longuyon, Thiaucourt, Nomeny, Blâmont, Schaumbourg et Lixbeim. Les quatre bailliages royaux de Bourmont, Viller-Ia-Montagne, Longuyon et Thiaucourt, relevant du Barrois non-mouvant, ressortirent à la Cour souveraine de Nancy. Il en fut de même des douze bailliages royaux de Remiremont, Darney, Fénétrange, Rosières-aux-Salines, Châtel-sur-Moselle, Bitche, Charmes, Château-Salins, Nomeny, Blâmont, Schaumbourg et Lixbeim, qui relevaient du duché de Lorraine. En revanche, le bailliage royal de La Marche, relevant du Barrois mouvant, ressortit au parlement de Paris.
Les sept prévôtés royales comprirent les officiers suivants : un prévôt-commissaire-enquêteur et examinateur, un lieutenant, un avocat-procureur du roi et un greffier. Les sept prévôtés royales étaient les suivantes : Badonviller, Saint-Hippolyte, Sainte-Marie-aux-Mines, Sarralbe, Bouquenom, Dompaire et Ligny. La prévôté royale de Badonville était dans le bailliage de Lunéville ; celles de Saint-Hippolyte, Sainte-Marie-aux-Mines, dans le bailliage de Saint-Diez ; celle de Dompaire, dans bailliage de Darney ; celles de Sarrable et de Boucquenon, dans le bailliage de Sarreguemines ; et celle de Ligny, dans le bailliage de Bar-le-Duc.
Cet édit entra en vigueur le 31 octobre 1751.
Par l'édit du mois d'octobre 1771, portant suppression du parlement de Metz, Louis XV supprima le parlement de Metz et réunit son ressort à la Cour souveraine de Nancy.
Par l'édit du mois de juin 1772, portant établissement de présidiaux dans les duchés de Lorraine et de Bar, Louis XV créa les quatre sièges présidiaux suivants : Nancy, Dieuze, Mirecourt et Saint-Diez.
Sept bailliages ressortissaient au siège présidial de Nancy : les six bailliages royaux de Lunéville, Blamont, Pont-à-Mousson, Nomeny, Vézelize et Rozières-aux-Salines, ainsi que le bailliage de la province des Trois-Évêchès siégeant Vic. Sept bailliages ressortissaient au siège présidial de Dieuze : les bailliages de Château-Salins, Sarreguemines, Bitche, Fénétrange, Lixheim, Phalsbourg et Sarrebourg. Cinq bailliage ressortissaient au siége présidial de Mirecourt : les bailliages de Neufchâteau, Bourmont, Darney, Châtel et Charmes. Trois bailliages ressortissaient au siège présidial de Saint-Diez : les bailliages de Remiremont, Épinal et Bruyères.
D'autre part, le ressort des sièges présidiaux de Metz, Toul et Verdun fut étendu. Les huit bailliages suivants ressortirent du siège présidial de Metz : les bailliages de Longwy, Villers-la-Montagne, Thionville, Bouzonville, Boulay, Briey, Thiaucourt et Schambourg. Les deux bailliages suivants ressortirent au siège présidial de Verdun : les bailliages de Longuyon et Étain. Les deux bailliages suivants ressortirent du siège présidial de Toul : les bailliages de Saint-Mihiel et Commercy.
Par un premier édit du mois de septembre 1775, Louis XVI rétablit le parlement de Metz. Les six bailliages bailliages suivants furent distraits du ressort du siège présidial de Metz : les bailliages de Villers-la-Montagne, Bouzonville, Boulay, Briey, Thiaucourt et Schambourg. Les deux bailliages suivants furent distraits du ressort du siège présidial de Verdun : les bailliages de Longuyon et Étain. Les deux bailliages suivants furent distraits du ressort du siège présidial de Toul : les bailliages de Saint-Mihiel et Commercy. Ces dix bailliages ne furent pas distribués entre les sièges présidiaux de Nancy, Dieuze, Mirecourt et Saint-Diez, et ressortirent directement de la Cour souveraine de Nancy. D'autre part, le bailliage de Vic fut distrait du ressort du siège présidial de Nancy et ressortit du parlement de Metz.
Par un second édit du mois de septembre 1775, il érigea la « Cour souveraine de Lorraine et Barrois », ou de Nancy, en « Cour de Parlement de Nancy », ou parlement de Nancy.

##### Présidiaux et bailliages ressortissant du parlement de Nancy
Le ressort du parlement de Nancy comprenait trente-cinq bailliages :
- Vingt-trois ressortissaient de quatre présidiaux ;
- Douze ressortissaient directement du parlement de Nancy.

La généralité de Nancy comprenait, en outre, un trente-sixième bailliage, celui de Merzig et Saargau, dépourvu d'existence de facto.

###### Bailliages ressortissant d'un présidial
Le ressort du parlement de Nancy comprenait les quatre présidiaux suivants :
- Le présidial de Nancy ;
- Le présidial de Dieuze ;
- Le présidial de Mirecourt ;
- Le présidial de Saint-Diez.

###### Présidial de Nancy
Les sept bailliages suivants ressortissaient au présidial de Nancy :
- Bailliage Présidial de Nancy (Nancy)
- Bailliage de Lunéville (Lunéville)
- Bailliage de Blâmont (Blâmont)
- Bailliage de Pont-à-Mousson (Pont-à-Mousson)
- Bailliage de Nomeny (Nomeny)
- Bailliage de Vézelize (Vézelise)
- Bailliage de Rosières-aux-Salines (Rosières)

Seul le bailliage de Pont-à-Mousson relevait du duché de Bar et, plus précisément, du Barrois non mouvant.
Les sept autres relevaient du duché de Lorraine.
Après que le parlement de Metz ait été rétabli, le bailliage suivant fut distrait du ressort du présidial et du parlement de Nancy :
- Bailliage de Vic (Vic)

###### Présidial de Dieuze
Les six bailliages suivants ressortissaient au présidial de Dieuze :
- Bailliage présidial de Dieuze (Dieuze)
- Bailliage de Château-Salins (Château-Salins)
- Bailliage de Sarreguemines (Sarreguemines)
- Bailliage de Bitche (Bitche)
- Bailliage de Fénétrange (Fénétrange)
- Bailliage de Lixheim (Lixheim)

Après que le parlement de Metz ait été rétabli, les deux bailliages suivants furent distraits du ressort du présidial de Dieuze et du parlement de Nancy :
- Bailliage de Phalsbourg (Phalsbourg)
- Bailliage de Sarrebourg (Sarrebourg)

###### Présidial de Mirecourt
Les six bailliages suivants ressortissaient au présidial de Mirecourt :
- Bailliage présidial de Mirecourt (Mirecourt)
- Bailliage de Neufchâteau (Neufchâteau)
- Bailliage de Bourmont (Bourmont)
- Bailliage de Darney (Darney)
- Bailliage de Châtel (Châtel)
- Bailliage de Charmes (Charmes)

Seul le bailliage de Bourmont relevait du duché de Bar et, plus précisément, du Barrois non mouvant.
Les cinq autres relevaient du duché de Lorraine.

###### Présidial de Saint-Diez
Les quatre bailliages suivants ressortissaient au présidial de Saint-Diez :
- Bailliage présidial de Saint-Diez (Saint-Dié)
- Bailliage de Remiremont (Remiremont)
- Bailliage d'Épinal (Épinal)
- Bailliage de Bruyères (Bruyères)

###### Bailliages ne ressortissant pas d'un présidial
Le ressort du parlement de Nancy comprenait, en outre, dix bailliages ayant relevé d'un des trois présidiaux suivants :
- Le présidial de Metz ;
- Le présidial de Toul ;
- Le présidial de Verdun.

###### Bailliages ayant ressorti du présidial de Metz
Les six bailliages suivants, ayant ressorti du présidial de Metz, ressortissaient directement du parlement de Nancy :
- Bailliage de Villers-la-Montagne (Villers-la-Montagne)
- Bailliage de Bouzonville (Bouzonville)
- Bailliage de Boulay (Boulay-Moselle)
- Bailliage de Briey (Briey)
- Bailliage de Thiaucourt (Thiaucourt)
- Bailliage de Schambourg (Schambourg)

Les trois bailliages de Bouzonville, Boulay et Schambourg relevaient du duché de Lorraine.
Les trois autres bailliages relevaient du duché de Bar et, plus précisément, du Barrois non-mouvant.
Après que le parlement de Metz ait été rétabli, les deux bailliages suivants continuèrent à être du ressort du présidial de Metz :
- Bailliage de Longwy (Longwy)
- Bailliage de Thionville (Thionville)

###### Bailliages ayant ressorti du présidial de Toul
Les deux bailliages suivants, ayant ressorti du présidial de Toul, ressortissaient directement du parlement de Nancy :
- Bailliage de Saint-Mihiel (Saint-Mihiel)
- Bailliage de Commercy (Commercy)

Le premier relevait du duché de Bar et, plus précisément, du Barrois non mouvant ; le second, du duché de Lorraine.

###### Bailliages ayant ressorti du présidial de Verdun
Les deux bailliages suivants, ayant ressorti du présidial de Verdun, ressortissaient directement au parlement de Nancy :
- Bailliage de Longuyon (Longuyon)
- Bailliage d'Étain (Étain)

Ces bailliages relevaient du duché de Bar et, plus précisément, du Barrois non-mouvant.

##### Présidiaux et bailliages ressortissant du parlement de Paris
Les deux bailliages suivants formaient le Barrois mouvant et étaient du ressort du parlement de Paris :
- Bailliage de Bar-le-Duc (Bar-le-Duc)
- Bailliage de La Marche (Lamarche)

##### Autres bailliages
- Bailliage de Merzig et Saargau

### Subdivisions financières
Par un édit du 25 septembre 1737, Stanislas créa :
- Deux « receveurs généraux des finances de Lorraine et Barrois » : l'un dit « ancien », et l'autre, « alternatif » ;
- Deux « contrôleurs généraux » : l'un « ancien », et l'autre, « alternatif ».

Par un édit du 4 novembre 1741, Stanislas supprima les recettes particulières alors existantes et leur substitua quinze « recettes des finances » ayant leur siège à Nancy, Luneville, Saint-Diez, Épinal, Mirecourt, Neufchâteau, Dieuze, Boulay, Sarguemines, Bar, Bourmont, Saint-Mihiel, Pont-à-Mousson, Étain et Briey, formée, chacune d'elles, de deux « receveurs » : l'un dit « ancien » ; et l'autre, « alternatif ».
Par une déclaration donnée à Versailles, le 4 octobre 1741, Louis XV confirma le choix des pourvus par Stanislas.
Ils furent supprimés puis rétablis par un édit du mois de septembre 1749, qui en sépara la recette des domaines et des bois, et créa deux receveurs généraux et deux contrôleurs généraux des domaines et bois, ainsi que quinze receveurs particuliers des bois, l'un dans chaque maîtrise des eaux et forêts.
Par une déclaration du 16 mars 1750, Stanislas assimila les receveurs et contrôleurs des Finances à ceux de France.
- Recette des finances de Bar, composée des six anciennes recettes suivantes :
  - Bar,
  - Ancerville,
  - Morley,
  - Pierrefitte,
  - Souilly,
  - Ligny.

- Recette des finances de Boulay, composée des cinq anciennes recettes suivantes :
  - Boulay,
  - Bouzonville,
  - Siersberg,
  - Schambourg,
  - Mertzick & Sargaw.

- Recette des finances de Bourmont, composée des six anciennes recettes suivantes :
  - Bourmont,
  - Saint-Thiébaut,
  - La Marche-en-Barrois,
  - Châtillon-sur-Saône,
  - Conflans-en-Bassigny,
  - Gondrecourt-le-Château.

- Recette des finances de Briey.

- Recette des finances de Dieuze, composée des cinq anciennes recettes suivantes :
  - Dieuze,
  - Marsal,
  - Saint-Avold,
  - Insming,
  - Morhange.

- Recette des finances d'Épinal.

- Recette des finances d'Étain, composée des quatre anciennes recettes suivantes :
  - Étain,
  - Viller-la-Montagne,
  - Longuyon,
  - Arrancy.

- Recette des finances de Lunéville, composée des sept anciennes recettes suivantes :
  - Lunéville,
  - Einville,
  - Blâmont,
  - Châtel-sur-Moselle,
  - Azerailles,
  - Deneuvre,
  - Remberville.

- Recette des finances de Mirecourt, composée des quatre anciennes recettes suivantes :
  - Mirecourt,
  - Darney-en-Vôge,
  - Dompaire,
  - Charmes-sur-Moselle.

- Recette des finances de Nancy.

- Recette des finances de Neufchâteau, composée des trois anciennes recettes suivantes :
  - Neufchâteau,
  - Vezelize,
  - Châtenoy.

- Recette des finances de Pont-à-Mousson, composée des trois anciennes recettes suivantes :
  - Pont-à-Mousson,
  - Pagny,
  - Nomeny.

- Recette des finances de Saint-Diez, composée des cinq anciennes recettes suivantes :
  - Saint-Diez,
  - Bruyères,
  - Badonviller, ou comté de Salm,
  - Sainte-Marie-aux-Mines,
  - Saint-Hipolite.

- Recette des finances de Saint-Mihiel, composée des neuf anciennes recettes suivantes :
  - Saint-Mihiel,
  - Hartonchâtel,
  - Apremont,
  - Mandre-aux-Quatre-Tours,
  - Bouconville,
  - Foug,
  - Rupes,
  - Thiaucourt,
  - Commercy.

- Recette des finances de Sarguemines, composée des six anciennes recettes suivantes :
  - Sarguemines,
  - Bitche,
  - Lixheim,
  - Boucquenom,
  - Saralbe,
  - Fénétrange.

### Subdélégations
Jusqu’en 1774, l’Intendance de Lorraine et Barrois compta trente-cinq subdélégations, dont le siège coïncidait avec celui des bailliages royaux créés par l’édit de Stanislas du mois de juin 1751.
Vinrent s’y ajouter :
- En 1774, celle de Rambervillers ;
- En 1785, celle de Saint-Avold.

#### Subdélégations existant en 1773
- Subdélégation de Bar (Bar-le-Duc)
- Subdélégation de Bitche (Bitche)
- Subdélégation de Blamont (Blâmont)
- Subdélégation de Boulay (Boulay-Moselle)
- Subdélégation de Bourmont (Bourmont)
- Subdélégation de Bouzonville (Bouzonville)
- Subdélégation de Briey (Briey)
- Subdélégation de Bruyères (Bruyères)
- Subdélégation de Charmes (Charmes)
- Subdélégation de Château-Salins (Château-Salins)
- Subdélégation de Châtel-sur-Moselle (Châtel-sur-Moselle)
- Subdélégation de Commercy (Commercy)
- Subdélégation de Gondrecourt (Gondrecourt), en 1777
- Subdélégation de La Marche (Lamarche)
- Subdélégation de Longuyon (Longuyon)
- Subdélégation de Lunéville (Lunéville)
- Subdélégation de Mirecourt (Mirecourt)
- Subdélégation de Nancy (Nancy)
- Subdélégation de Neufchâteau (Neufchâteau)
- Subdélégation de Nomény (Nomeny)
- Subdélégation de Plombières (Plombières), résidence d'un subdélégué de 1771 à 1788
- Subdélégation de Pont-à-Mousson (Pont-à-Mousson)
- Subdélégation de Remiremont (Remiremont)
- Subdélégation de Rozières (Rosières)
- Subdélégation de Saint-Diez (Saint-Dié)
- Subdélégation de Saint-Mihiel (Saint-Mihiel)
- Subdélégation de Sarreguemines (Sarreguemines)
- Subdélégation de Thiaucourt (Thiaucourt)
- Subdélégation de Tholey (Tholey)
- Subdélégation de Vézelise (Vézelise)
- Subdélégation de Villers-la-Montagne (Villers-la-Montagne)

#### Subdélégations créées après 1773
- Subdélégation de Rambervillers (Rambervillers), créée en 1774
- Subdélégation de Saint-Avold (Saint-Avold), créée en 1785

#### Autres subdélégations
- Subdélégation de Darney
- Subdélégation de Dieuze
- Subdélégation d'Épinal
- Subdélégation d'Étain
- Subdélégation de Fénétrange
- Subdélégation de Schambourg

## Gouvernement de Lorraine et Barrois
Par lettres patentes du 24 octobre 1737 fut établi un Gouverneur général des provinces de la Lorraine et du Barrois.
Un Lieutenant général fut créé le 1er octobre 1744.

### Subdivisions militaires
Trois lieutenants de roi furent créés par l'édit du roi de Pologne du 30 janvier 1745, dont un a le département de la Lorraine, un autre a celui de la Lorraine allemande et des Vosges, et le troisième a celui du Barrois.

### Gouvernements particuliers de villes, places et châteaux
II y eut, en Lorraine et Barrois, plusieurs gouvernements particuliers de villes, places et châteaux.
Le principal fut celui des ville et citadelle de Nancy, créé le 1er mai 1738.
Il y eut toujours, en outre, à Nancy, un commandant, un lieutenant de roi, un état-major, un commissaire-ordonnateur, un commissaire ordinaire des guerres, un trésorier des troupes, un Ingénieur des fortifications, et ordinairement garnison.
Jusqu'en 1748, les autres gouvernements particuliers furent les suivants :
- Gouvernement des ville & château de Bar,
- Gouvernement des ville, château & comté de Bitche, où il y avait un lieutenant du roi, un commissaire des guerres, un trésorier des troupes, et un ingénieur des fortifications,
- Gouvernement des ville & château de Dieuze.

En 1748, quatre autres gouvernements particuliers leur furent adjoints, respectivement pour les villes et châteaux de Pont-à-Mousson, Saint-Mihiel, Neufchâteau et Mirecourt.
À la suite du règlement du 18 mars 1776, sur les gouvernements militaires des provinces, le gouvernement particulier de Nancy fut réuni au gouvernement général de Lorraine ; et celui de Bitche, supprimé.
En 1789, le nombre des gouvernements particuliers s'élevait ainsi à six, à savoir :
- gouvernement particulier de Bar ;
- gouvernement particulier de Dieuze ;
- gouvernement particulier de Pont-à-Mousson ;
- gouvernement particulier de Saint-Mihiel ;
- gouvernement particulier de Neufchâteau ;
- gouvernement particulier de Mirecourt.

### Milices et régiments de Lorraine et Barrois

#### Bataillons de milice
Après la mort de Stanislas, les quatre « bataillons de milice » suivants, de 710 hommes chacun, furent levés en Lorraine et Barrois :
- Bataillon de milice de Nancy,
- Bataillon de milice de Bar,
- Bataillon de milice de Épinal,
- Bataillon de milice de Sarguemines.

#### Régiments provinciaux
Par l'ordonnance du 4 août 1771, le roi supprima le titre de milice, et substitua aux quatre bataillons de milice, les deux régiments suivants :
- Le 34e régiment, sous le nom de « régiment de Nancy », formé des anciens bataillons de milice de Nancy et de Sarguemines ;
- Le 35e régiment, sous le nom « régiment de Bar-le-Duc », formé des anciens bataillons de milice de Bar et d'Étain.

En outre, les deux compagnies de grenadiers du régiment de Nancy et les deux de celui de Bar-le-Duc formèrent, avec les deux compagnies du régiment de Colmar et les deux de celui de Verdun, le huitième régiment de Grenadiers royaux, sous le nom de « Grenadiers royaux de la Lorraine ».
Suivant l'ordonnance du 19 octobre 1773, le régiment de Nancy se trouva être le 38e ; celui de Bar-le-Duc, le 39e ; et les Grenadiers royaux de la Lorraine, le 9e régiment de Grenadiers royaux.
Suivant l'ordonnance du 1er décembre 1774, le régiment de Nancy se trouva être le 35e ; celui de Bar-le-Duc, le 36e ; les Grenadiers royaux de la Lorraine, le 10e régiment de Grenadiers royaux.

#### Bataillons de garnison
Par l'ordonnance du 15 décembre 1775, le roi supprima les régiments provinciaux, mais ne suspendit ni la levée ni le remplacement des soldats, dont le nombre était de 2 840 sur la Lorraine & le Barrois.
Par l'ordonnance du 1er mars 1778, le roi affecta les anciens bataillons des régiments provinciaux comme suit : 
- Les deux bataillons du régiment provincial de Nancy furent affectés, comme bataillons de garnison, aux régiments d'Austrasie et de Lorraine ;
- Les deux bataillons du régiment provincial de Bar-le-Duc, aux régiments de Champagne et de Barrois.

Ces bataillons de garnisons étaient de 710 hommes, divisés en cinq compagnies, dont une de grenadiers royaux de 110 hommes et quatre de 150.
En outre, les compagnies de grenadiers des deux bataillons de Nancy et les deux de Bar-le-Duc formèrent, avec les deux de Sens, les trois de Salins et le premier bataillon de Clermont, le régiment des Grenadiers royaux de Lorraine.

### Maréchaussée de Lorraine et Barrois: lieutenances et brigades
Le 25 décembre 1699, le duc Léopold créa la Maréchaussée de la Lorraine et du Barrois. Il l'augmenta le 1er avril 1701.
François III la supprima, mais en établit une autre en avril 1730.
Le Stanislas supprima celle-ci, mais en établit une nouvelle en d'octobre 1738, sur le modèle de la Maréchaussée de France, habillée et armée de même, à la différence des couleurs, qui étaient celles de Sa Majesté Polonaise.
Elle était composée de vingt-huit Brigades, à la tête desquelles était le Prévôt général, et divisée en quatre départements ou lieutenances.
Les Brigades étaient distribuées en divers lieux de chacun de ces départements ou lieutenances, d'où elles pouvaient aisément se rassembler et veiller à la sûreté publique.

#### Lieutenance de Nancy
Le premier département était la lieutenance de Nancy.
La lieutenance proprement dite qui était composé d'un lieutenant, d'un assesseur, d'un procureur du roi et d'un greffier.
Le prévôt général s'y tenait.
La lieutenance de Nancy comprenait les six brigades suivantes :
- Brigade de Nancy (un exempt, un brigadier, huit archers et un trompette),
- Brigade de Lunéville (un exempt, un sous-brigadier et quatre archers),
- Brigade de Blâmont (un brigadier et quatre archers),
- Brigade de Pont-à-Mousson (un brigadier et quatre archers),
- Brigade de Thiaucourt (un brigadier et quatre archers),
- Brigade de Dieuze (un brigadier et quatre archers).

Elle comprit ultérieurement les douze brigades suivantes :
- Brigade de Nancy (un exempt, un brigadier, sept cavaliers et un trompette),
- Brigade de Lunéville (un exempt et quatre cavaliers),
- Brigade de Pont-à-Mousson (un exempt et quatre cavaliers),
- Brigade de Dieuze (un exempt et quatre cavaliers),
- Brigade de Charmes (un exempt et quatre cavaliers),
- Brigade de Thiaucourt (un brigadier et trois cavaliers),
- Brigade de Blâmont (un brigadier et trois cavaliers),
- Brigade de Bayon, bailliage de Rosières (un brigadier et trois cavaliers),
- Brigade de Vezelise (un brigadier et trois cavaliers),
- Brigade de Morhange, bailliage de Dieuze (un sous-brigadier et deux cavaliers),
- Brigade de Nomeny (un sous-brigadier et deux cavaliers),
- Brigade de Badonviller, bailliage de Lunéville (un sous-brigadier et deux cavaliers).

#### Lieutenance de Bar
Le second département était la lieutenance de Bar.
La lieutenance proprement dite qui était composé d'un lieutenant, d'un assesseur, d'un procureur du roi et d'un greffier.
La lieutenance de Bar comprenait les huit brigades suivantes :
- Brigade de Bar (un sous-brigadier et quatre archers),
- Brigade d'Étain (un exempt, un sous-brigadier et quatre archers),
- Brigade de Neufchâteau (un exempt, un sous-brigadier et quatre archers),
- Brigade de Sancy (un brigadier et quatre archers),
- Brigade de Morley (un brigadier et quatre archers),
- Brigade de Saint-Mihiel (un brigadier et quatre archers),
- Brigade de Saint-Aubin (un brigadier et quatre archers),
- Brigade de Bourmont (un brigadier et quatre archers).

Elle comprit ultérieurement les douze brigades suivantes :
- Brigade de Bar-le-Duc (un exempt et quatre cavaliers),
- Brigade d'Étain (un exempt et quatre cavaliers),
- Brigade de Neufchâteau (un exempt et quatre cavaliers),
- Brigade de Saint-Mihiel (un exempt et quatre cavaliers),
- Brigade de Bourmont (un brigadier et trois cavaliers),
- Brigade de Saint-Aubin, bailliage de Bar (un brigadier et trois cavaliers),
- Brigade de Briey (un brigadier et trois cavaliers),
- Brigade de Statnville, bailliage de Bar (un brigadier et trois cavaliers),
- Brigade de Heippes, bailliage de Bar (un sous-brigadier et deux cavaliers),
- Brigade de Longuyon (un sous-brigadier et deux cavaliers),
- Brigade de La Marche (un sous-brigadier et deux cavaliers),
- Brigade de Vaubccourt, bailliage de Bar (un sous-brigadier et deux cavaliers).

#### Lieutenance d'Épinal
Le troisième département était la lieutenance d'Épinal.
La lieutenance proprement dite qui était composé d'un lieutenant, d'un assesseur, d'un procureur du roi et d'un greffier.
La lieutenance d'Épinal comprenait les sept brigades suivantes :
- Brigade d'Épinal (un sous-brigadier et quatre archers),
- Brigade de Saint-Diez (un exempt, un sous-brigadier et quatre archers),
- Brigade de Mirecourt (un exempt, un sous-brigadier et quatre archers),
- Brigade de Remiremont (un brigadier et quatre archers),
- Brigade de Remberviller (un brigadier et quatre archers),
- Brigade de Sainte-Marie-aux-Mines (un brigadier et quatre archers),
- Brigade de Darney (un brigadier et quatre archers).

Elle comprit ultérieurement les dix brigades suivantes :
- Brigade d'Épinal (un exempt et quatre cavaliers),
- Brigade de Mirecourt (un exempt et quatre cavaliers),
- Brigade de Saint-Diez (un exempt et quatre cavaliers),
- Brigade de Remiremont (un exempt et quatre cavaliers),
- Brigade de Remberviller, bailliage de Lunéville, Exempt. 4 Cavaliers.
- Brigade de Sainte-Marie-aux-Mines, bailliage de Saint-Diez (un brigadier et trois cavaliers),
- Brigade de Flombicres, bailliage de Remiremont (un brigadier et trois cavaliers),
- Brigade de Darney-en-Vôge (un brigadier et trois cavaliers),
- Brigade de Raon-l'Étape, bailliage de Saint-Diez (un sous-brigadier et deux cavaliers),
- Brigade de Bruyères (un sous-brigadier et deux cavaliers), .

#### Lieutenance de Sarguemines
Le quatrième département était la lieutenance de Sarguemines.
La lieutenance proprement dite qui était composé d'un lieutenant, d'un assesseur, d'un procureur du roi et d'un greffier.
La lieutenance de Sarguemines comprenait les six brigades suivantes :
- Brigade de Sarguemine (un sous-brigadier et quatre archers),
- Brigade de Bitche (un exempt, un sous-brigadier et quatre archers),
- Brigade de Reling (un exempt, un sous-brigadier et quatre archers),
- Brigade de Saint-Avold (un brigadier et quatre archers),
- Brigade de Boulay (un brigadier et quatre archers),
- Brigade de Bouzonville (un brigadier et quatre archers).

Elle comprit ultérieurement les huit brigades suivantes :
- Brigade de Sarguemines (un exempt et quatre cavaliers),
- Brigade de Bitche (un exempt et quatre cavaliers),
- Brigade de Boulay (un exempt et quatre cavaliers),
- Brigade de Tholey, bailliage de Schambourg (un exempt et quatre cavaliers),
- Brigade de Fénétrange (un brigadier et trois cavaliers),
- Brigade de Saint-Avold (un brigadier et trois cavaliers),
- Brigade de Bouzonville (un sous-brigadier et deux cavaliers),
- Brigade de Saralbe, bailliage de Sarguemines (un sous-brigadier et deux cavaliers).